# Francis Chagrin
Francis Chagrin opr. (Alexander Pauker) (født 15. november 1905 i Bukarest, Rumænien - død 10. november 1972 i London, England) var en rumænsk/engelsk komponist, pianist og dirigent.
Chagrin studerede komposition hos Mihail Jora, og på L’École Normale i Paris, hos Paul Dukas og Nadia Boulanger.
Arbejdede som natklub pianist i Paris, og skrev populærmusik og filmmusik, for at ernære sig.
Han har skrevet 2 symfonier, orkesterværker, koncertmusik, filmmusik, vokalmusik, instrumentalværker etc.
Chagrin bosatte sig i England (1936), og levede som filmkomponist og dirigent på mange af de ledende teatre i landet.

## Udvalgte værker
- Symfoni nr. 1 (1959) - for orkester
- Symfoni nr. 2 (1970) - for orkester
- Klaverkoncert (1948) - for klaver og orkester
- "Helter Skelter" (1949) - filmmusik
- "Castellana" (1968) - Spansk dans - for orkester
- "Lamento appassionato" (1951) - for strygere